# Michel Beaulieu
Pour les articles homonymes, voir Beaulieu et Michel Beaulieu (homonymie).
Michel Beaulieu est un poète, romancier, critique, traducteur et éditeur québécois, né à Montréal le 31 octobre 1941 et mort le 10 juillet 1985.

## Biographie
Il fait ses études au Collège Jean-de-Brébeuf avant de s’inscrire à la Faculté des arts de l’Université de Montréal. Il est critique d’art, rédacteur, puis directeur du journal Le Quartier latin (1961-1964). En 1963, il fonde L’Odyssée, le journal des étudiants de la Faculté des arts et La Presse l’engage comme journaliste.
En 1964, avec Gaston Miron, il met sur pied les Éditions Estérel, où il va publier la nouvelle génération de poètes: Victor-Lévy Beaulieu, Nicole Brossard, Claude Beausoleil, Raôul Duguay.
Il est critique de théâtre au journal Le Devoir en 1971 et 1972. Poète, romancier, traducteur et dramaturge, il est également critique pour diverses revues littéraires et libraire. Il a tenu quelque temps une librairie (1967-1969).
Il fait partie des fondateurs de la revue Jeu.  Avec d’autres écrivains, il met sur pied une coopérative qui crée les éditions Quinze. Il a publié dans plusieurs revues dont Estuaire et ses poèmes figurent dans l’Anthologie de la poésie contemporaine du XXe siècle, Vol. 1, publiée dans la collection Poésie chez Gallimard. Il a deux fois donné des poèmes à la revue Études françaises.

### Réception critique
Sa poésie, résolument moderne, s’intéresse au quotidien, explore les aléas existentiels du regard, l’érotisme, les expériences sensorielles diverses, l’amour, l'omniprésence de la mort, les dérives urbaines et les trivialités de la vie avec une langue dépouillée, une syntaxe elliptique qui génère un rythme syncopé. Selon Pierre Nepveu, Beaulieu a écrit une œuvre qui se présente comme une « redécouverte » et une « mise en évidence » des lieux communs.
Michel Beaulieu a déjà confié dans un entretien à Georges-André Vachon: « C’est pourquoi, aux yeux de Beaulieu, la poésie perd toute fonction "utilitaire", en devenant dans sa course contre la mort, contre la montre, contre l’anéantissement un pari absurde en quelque sorte, puisqu’elle n’a pas dans une société comme la nôtre de fonction immédiate ».

### Postérité
Sa sépulture est située dans le Cimetière Notre-Dame-des-Neiges, à Montréal.
Le fonds d'archives de Michel Beaulieu est conservé au centre d'archives de Montréal de Bibliothèque et Archives nationales du Québec.

## Œuvres

### Poésie
- Pour chanter dans les chaînes, Montréal, Éditions la Québécoise, 1964, 74 p.
- Le Pain quotidien, Montréal, Éditions Estérel, 1965, avec des dessins à l'encre de Jean McEwen, 96 p.
- Apatride (Gestes II), Montréal, Éditions Estérel, 1966, avec des eaux-fortes de Roland Pichet.
- Mère : un poème, Montréal, Éditions Estérel, 1966, avec des bois gravés de Roland Pichet.
- Érosions, Montréal, Éditions Estérel, 1967, 57 p.
- X., Montréal, Chez l'Obscène, 1968.
- 0:00, Montréal, Éditions Estérel, 1969.
- Charmes de la fureur, Montréal, Éditions du Jour, coll. « Les poètes du jour », 1970, 75 p.
- Sous-jacences, Montréal, R. Perreault, 1970, avec des images de Roland Pichet.
- Paysage, précédé de Adn, Montréal, Éditions du Jour, 1971, 100 p.
- Pulsions, Montréal, Éditions de l'Hexagone, 1973, 58 p.
- Variables, Montréal, Presses de l'Université de Montréal, coll. « Prix de la revue Études françaises », 1973, 110 p.  (ISBN 0840502338)
- FM : lettres des saisons III, Saint-Lambert, Éditions du Noroît, 1975.  (ISBN 0885240111)
- Le Flying Dutchman, Montréal, Éditions Cul Q, 1976.
- L'octobre, suivi de Dérives, Montréal, Éditions de l'Hexagone, 1977, 78 p.
- Anecdotes, Montréal, Éditions du Noroît, 1977, 63 p.  (ISBN 0885240197)
- Le cercle de justice, Montréal, Éditions de l'Hexagone, 1977, 95 p.
- Indicatif présent, Montréal, Éditions Estérel, 1977, avec des encres de Carol Dunlop.
- Oratorio pour un prophète, Montréal, Éditions Estérel, 1977.  (ISBN 2920044079)
- Comment ça va?, Montréal, Éditions Cul Q, 1978, 27 p.
- Familles, Montréal, Éditions Estérel, 1978, 30 p.  (ISBN 2920044044)
- Amorces, Montréal, Éditions Estérel, 1979, 13 p.  (ISBN 2920044095)
- Civilités, Montréal, Éditions Estérel, 1979, 29 p.  (ISBN 2920044125)
- Fléchettes, Montréal, Éditions Minimales, 1979.
- Oracle des ombres, Montréal, Éditions du Noroît, 1979, 97 p.  (ISBN 289018031X)
- Rémission du corps énamouré, Montréal, Le Mouton noir, 1979.
- Zoo d'espèces, Montréal, Le Mouton noir, 1979, 17 p.
- Desseins. Poèmes, 1961-1966, Montréal, Éditions de l'Hexagone, coll. « Rétrospectives », 1980, 246 p.  (ISBN 2890061663)
- P.V. Beaulieu, La Prairie, M. Broquet, 1981, avec des textes de Jacques Brault et des photographies de A. Kilbertus, 106 p.  (ISBN 2890000486)
- Visages, Montréal, Éditions du Noroît, 1981, 134 p.  (ISBN 2890180476)
- Hibernation, Montréal, Le Mouton noir, 1982, 13 p.
- Images du temps, Montréal, Éditions du Noroît, 1983, avec des lithographies et des gaufrures de Gilles Boisvert.  (ISBN 2890180875)
- Natalités, Magog, Sylvédite, 1984, avec des eaux-fortes de Monique Voyer.
- Kaléidoscope ou Les aléas du corps grave, Montréal, Éditions du Noroît, 1984.  (ISBN 2890180972)
- Quadrature, Montréal, Éditions du Silence, 1989, avec une sérigraphie de Roland Giguère et un texte de Jean Royer.
- Vu, Montréal / Pantin, Éditions du Noroît / Le Castor Astral, 1989. (ISBN 2-89018-178-2)
- Trivialités, Montréal, Éditions du Noroît, 2001. (ISBN 2-89018-440-4)
- Poèmes inédits, publiés par la revue Études françaises, vol. 50, nos 1-2, 2014, p. 67-76 [lire en ligne].

### Romans
- Je tourne en rond mais c'est autour de toi, Montréal, Éditions du Jour, coll. « Les romanciers du jour », 1969, 179 p.
- La représentation, Montréal, Éditions du Jour, coll. « Les romanciers du jour », 1972, 198 p.
- Sylvie Stone, Montréal, Éditions du Jour, coll. « Les romanciers du jour », 1974, 177 p.  (ISBN 0776005995)

## Prix et honneurs
- 1973 : lauréat du Prix de la revue Études françaises pour Variables[12]
- 1980 : lauréat du Prix littéraires du Journal de Montréal pour Desseins[13]
- 1982 : lauréat du Prix du Gouverneur général: poésie de langue française pourVisages[1]
- 1985 : lauréat du Grand Prix du Festival international de la poésie, prix Gatien-Lapointe pour Kaléidoscope (à titre posthume)[14]
- 2002 : lauréat du Prix Alain-Grandbois, catégorie poésie, pour Trivialités[15]